# 46a cerimònia dels Premis César
La 46a cerimònia dels Premis César — també coneguts com Nuit des César — que premiava les pel·lícules estrenades el 2020, va tenir lloc el 12 de març de 2021 a l'Olympia (i no, com és habitual, a la Salle Pleyel). Enguany, marcat pel tancament dels cinemes a causa de la pandèmia del Covid-19, la cerimònia va retre homenatge als qui, durant l'any 2020, van estrenar les seves pel·lícules malgrat incerteses i obstacles.
Va ser presidida per Roschdy Zem i presentada per Marina Foïs, mentre que els esquetxos foren escrits per Laurent Lafitte i Blanche Gardin.
Per captar l'emissió de la tarda a Canal+, Tristan Carné succeeix a Jérôme Revon, al capdavant del programa durant uns vint anys.
Aquest any, es modifica el mètode de visualització de les pel·lícules elegibles i s'elimina el César del públic, mentre apareix un nou Cèsar: el César de l'aniversari.
La cerimònia va aconseguir una de les pitjors audiències de la seva història, i va fer front a nombroses crítiques pel que fa a la vulgaritat i falta de preparació de les intervencions, així com la sensació que només el sector cinematogràfic, portat pels seus discursos de protesta, va patir per la pandèmia de COVID-19.

## Reformes degut al canvi de govern de l'Acadèmia
L'any 2020, l'Acadèmia canvia d'imatge amb nous estatuts, un nou sistema de votació, nous representants de l'assemblea general, una nova presidenta i un nou vicepresident per tal que, segons Margaret Menegoz, llavors presidenta interina, introdueixi «més diversitat, més paritat i més democràcia» en el funcionament de l'Acadèmia i reforçar la implicació dels seus 4.600 membres que lamentaven "no tenir veu" en les decisions de la seva organització.

### Desaparició del César del públic
Aquest any, el César del públic desapareix. Força qüestionat, ja que el 2020 fou atorgat a Els miserables de Ladj Ly (2.116.719 entrades) mentre que la comèdia Déu meu, però què t’hem fet… ara? de Philippe de Chauveron va ser número u a les taquilles franceses amb més de 6,7 milions d'entrades.

### Canvi del mode de visualització de les pel·lícules elegibles
Aquest any també s'han cancel·lat les projeccions públiques i privades a causa de la situació sanitària creada per la pandèmia de Covid-19 i, per raons econòmiques i segures, els membres de l'acadèmia no reben la caixa de DVD tradicional que els permetia votar.
L'accés a les pel·lícules es va fer a través de la plataforma de visualització privada César posada en línia el desembre de 2020 per a cada membre de l'acadèmia a petició de diverses productores. El cost per incloure una pel·lícula en aquesta caixa és de 7.000 € i molts ponents ja han demanat en el passat substituir-lo per una plataforma tancada per a pel·lícules "streaming", a l'estil de l'Académie des Lumières. Una altra crítica és que les pel·lícules incloses són piratejades molt ràpidament malgrat les mesures preses (advertències, xifratge de DVD, etc.).

## Presentadors i ponents
Per ordre d'aparició:
- Marina Foïs, mestressa de cerimònies
- Roschdy Zem, president de la cerimònia
- Catherine Ringer, interpreta la cançó I'm coming back for you de Gilbert Bécaud
- Jean-Louis Trintignant (en una intervenció d'àudio i després de vídeo), per un homenatge als 10 actors i actrius nominats a les categories de millor esperança
- Isabelle Huppert, per la presentació del César a l'actriu més prometedora
- Hafsia Herzi, per la presentació del César a l'home més prometedor
- Virginie Efira, per la presentació del César a la millor primera pel·lícula
- Olivier Nakache i Michel Hazanavicius, pel premi César al millor curtmetratge
- Fary, per la presentació del César a les millors decoracions
- Boubou Yatera i Lucile Geay (estudiants de batxillerat), per a la presentació del César dels estudiants de secundària
- Chiara Mastroianni i Marjane Satrapi, per la presentació del César al millor curtmetratge d'animació i el César al millor llargmetratge d'animació
- Laurent Lafitte, per la presentació de l'aniversari César a la troupe de Splendid
- Yolande Zauberman, pel César al millor documental
- Philippe Rousselot, per la presentació del César a la millor fotografia
- Reda Kateb, per la presentació del César al millor so
- Corinne Masiero, per la presentació del César al millor vestit.[23]
- Louis Garrel, per l'homenatge a Jean-Claude Carrière
- Anny Duperey, per la presentació del César al millor guió original
- Pierre Lemaitre, per la presentació del César a la millor adaptació
- Alain Souchon, per la presentació del César a la millor música original
- Benjamin Biolay, per l'homenatge a Ennio Morricone amb la banda sonora original d'Abaixa el cap, maleït!
- Nathalie Baye, per la presentació del César al millor actor secundari
- Yann Dedet, pel César a la millor edició
- Jeanne Balibar, pel premi César a la millor actriu secundària
- Vincent Dedienne, per la presentació del César a la millor pel·lícula estrangera
- Fanny Ardant, per la presentació del César al millor actor
- Valérie Lemercier, per la presentació del César a la millor actriu
- Charlotte Rampling, per la presentació del César al millor director
- Roschdy Zem, per la presentació del César a la millor pel·lícula

## Guanyadors i nominats
El 10 de febrer de 2021 a les 10 hores, les nominacions es publiquen al lloc web de l'Acadèmia. Els guanyadors s'indiquen en negreta
| Millor pel·lícula - Adieu les cons d'Albert Dupontel, produïda per Catherine Bozorgan - Adolescentes de Sébastien Lifshitz, produïda per Muriel Meynard - Antoinette dans les Cévennes de Caroline Vignal, produïda per Laetitia Galitzine et Aurélie Trouvé-Rouvière - Les coses que diem, les coses que fem d’Emmanuel Mouret, produïda per Frédéric Niedermayer - Été 85 de François Ozon, produïda per Nicolas i Éric Altmayer     | Millor director - Albert Dupontel per Adieu les cons - Maïwenn per ADN - Sébastien Lifshitz per Adolescentes - Emmanuel Mouret per Les coses que diem, les coses que fem - François Ozon per Été 85 |
| Millor actor - Sami Bouajila pel paper de Fares a Un fils - Jonathan Cohen pel paper de Frédéric a Énorme - Albert Dupontel pel paper de JB a Adieu les cons - Niels Schneider pel paper de Maxime a Les coses que diem, les coses que fem - Lambert Wilson pel paper de Charles de Gaulle a De Gaulle | Millor actriu - Laure Calamy pel paper d'Antoinette a Antoinette dans les Cévennes - Martine Chevallier pel paper de Madeleine a Entre nosaltres - Virginie Efira pel paper de Suze Trappet a Adieu les cons - Camélia Jordana pel paper de Daphné a Les coses que diem, les coses que fem - Barbara Sukowa pel paper de Nina Dorn a Entre nosaltres |
| Millor actor secundari - Nicolas Marié pel paper de M. Blin a Adieu les cons - Louis Garrel pel paper de François a ADN - Benjamin Lavernhe pel paper de Vladimir a Antoinette dans les Cévennes - Vincent Macaigne pel paper de François a Les coses que diem, les coses que fem - Édouard Baer pel paper de André Grunvald a La Bonne Épouse                                                                                         | Millor actriu secundària - Émilie Dequenne pel paper de Louise a Les coses que diem, les coses que fem - Valeria Bruni Tedeschi pel paper de Madame Gorman a Été 85 - Fanny Ardant pel paper de Caroline a ADN - Noémie Lvovsky pel paper de Marie-Thérèse a La Bonne Épouse - Yolande Moreau pel paper de Gilberte Van der Beck a La Bonne Épouse |
| Millor actor revelació - Jean-Pascal Zadi per son propre rôle a Tout simplement noir - Félix Lefebvre pel paper de Alexis Robin a Été 85 - Benjamin Voisin pel paper de David Gorman a Été 85 - Alexandre Wetter pel paper de Alex a Miss - Guang Huo pel paper de Jin a La Nuit venue | Millor actriu revelació - Fathia Youssouf pel paper d'Aminata a Mignonnes - India Hair pel paper de Lucie a Poissonsexe - Julia Piaton pel paper de Victoire a Les coses que diem, les coses que fem - Camille Rutherford pel paper de Chloé a Felicità - Mélissa Guers pel paper de Lise a La noia del braçalet |
| Millor pel·lícula estrangera - Una altra ronda de Thomas Vinterberg • - Boże Ciało de Jan Komasa • • - Aigües fosques de Todd Haynes • - 1917 de Sam Mendes • • - La virgen de agosto de Jonás Trueba • | Millor primera pel·lícula - Entre nosaltres de Filippo Meneghetti - Garçon chiffon de Nicolas Maury - Mignonnes de Maïmouna Doucouré - Tout simplement noir de Jean-Pascal Zadi - Un divan a Tunis de Manele Labidi |
| Millor guió original - Albert Dupontel per Adieu les cons - Caroline Vignal per Antoinette dans les Cévennes - Emmanuel Mouret per Les coses que diem, les coses que fem - Filippo Meneghetti i Malysone Bovorasmy per Entre nosaltres - Benoît Delépine i Gustave Kervern per Effacer l'historique | Millor guió adaptat - Stéphane Demoustier per La noia del braçalet, segons la pel·lícula Acusada de Gonzalo Tobal - Hannelore Cayre i Jean-Paul Salomé per La Daronne, segons el llibre La Daronne de Hannelore Cayre - François Ozon per Été 85, segons el llibre Dance on My Grave d’Aidan Chambers - Olivier Assayas per Wasp Network, segons el llibre Os Últimos Soldados da Guerra Fria de Fernando Morais - Éric Barbier per Petit país, segons el llibre Petit Pays de Gaël Faye |
| Millor música - Rone per La Nuit venue - Stephen Warbeck per ADN - Mateï Bratescot per Antoinette dans les Cévennes - Jean-Benoît Dunckel per Été 85 - Christophe Julien per Adieu les cons | Millor fotografia - Alexis Kavyrchine per Adieu les cons - Antoine Parouty i Paul Guilhaume per Adolescentes - Simon Beaufils per Antoinette dans les Cévennes - Laurent Desmet per Les coses que diem, les coses que fem - Hichame Alaouié per Été 85 |
| Millor decorat - Carlos Conti per Adieu les cons - Thierry François per La Bonne Épouse - David Faivre per Les coses que diem, les coses que fem - Nicolas de Boiscuillé per De Gaulle - Benoît Barouh per Été 85 | Millor muntatge - Tina Baz per Adolescentes - Chistophe Pinel per Adieu les cons - Annette Dutertre per Antoinette dans les Cévennes - Martial Salomon per Les coses que diem, les coses que fem - Laure Gardette per Été 85 |
| Millor so - Yolande Decarsin, Jeanne Delplancq, Fanny Martin i Olivier Goinard per Adolescentes - Jean Minondo, Gurwal Coïc-Gallas i Cyril Holtz per Adieu les cons - Guillaume Valex, Fred Demolder i Jean-Paul Hurier per Antoinette dans les Cévennes - Maxime Gavaudan, François Mereu i Jean-Paul Hurier per Les coses que diem, les coses que fem - Brigitte Taillandier, Julien Roig et Jean-Paul Hurier per Été 85             | Millor vestuari - Madeline Fontaine per La Bonne Épouse - Mimi Lempicka per Adieu les cons - Hélène Davoudian per Les coses que diem, les coses que fem - Anaïs Romand et Sergio Ballo per De Gaulle - Pascaline Chavanne per Été 85 |
| Millor curtmetratge - Qu'importe si les bêtes meurent de Sofia Alaoui - Baltringue de Josza Anjembe - Je serai parmi les amandiers de Marie Le Floc'h - L'Aventure atomique de Loïc Barché - Un adieu de Mathilde Profit | Millor documental - Adolescentes de Sébastien Lifshitz - La Cravate de Étienne Chaillou i Mathias Théry - Cyrille, agriculteur, 30 ans, 20 vaches, du lait, du beurre, des dettes de Rodolphe Marconi - Histoire d'un regard de Mariana Otero - Un pays qui se tient sage de David Dufresne |
| Millor pel·lícula d'animació - Josep d’Aurel - Calamity de Rémi Chayé - Petit Vampire de Joann Sfar | Millor curtmetratge d'animació - L'Heure de l'ours d'Agnès Patron - Bach-Hông d'Elsa Duhamel - L'Odyssée de Choum de Julien Bisaro - La Tête a les orties de Paul Cabon |
| César d'honor - Jean-Pierre Bacri (pòstum) | César aniversari Un nou César aquest any premia la companyia de Splendid per celebrar el quarantè aniversari del cafè-teatre Le Splendid Saint-Martin, fundat el 1981 s ls rue du Faubourg-Saint-Martin de París: el César aniversari. Aquest premia les actrius i actors que van ser membres fundadors de la primera companyia: Josiane Balasko, Michel Blanc, Marie-Anne Chazel, Christian Clavier, Gérard Jugnot, Thierry Lhermitte i Bruno Moynot.                                   |
| César dels estudiants - Adieu les cons d’Albert Dupontel, produïda per Catherine Bozorgan - Adolescentes de Sébastien Lifshitz, produïda per Muriel Meynard - Antoinette dans les Cévennes de Caroline Vignal, produïda per Laetitia Galitzine et Aurélie Trouvé-Rouvière - Les coses que diem, les coses que fem d’Emmanuel Mouret, produïda per Frédéric Niedermayer - Été 85 de François Ozon, produïda per Nicolas i Éric Altmayer | |

## Fet destacat: Corinne Masiero es despulla a l'escenari
Quan havia d’entregar el César al millor vestuari, l'actriu Corinne Masiero es presenta primer disfressada de pell d'ase abans de despullar-se i presentar-se completament nua, amb tampons higiènics usats penjats de les orelles. i coberta de sang falsa per denunciar el patiment dels treballadors intermitents de la indústria de l'entreteniment. Al seu cos hi ha pintats dos missatges. Part frontal: "Sense cultura, sense futur", i la part posterior: "Retorna'ns l'art Jean!" » (sic), al·lusió a Jean Castex, aleshores primer ministre, acusat de condemnar als artistes al silenci durant la pandèmia de Covid-19 a França.

## Recepció crítica i valoracions
Le Monde deplora una "cerimònia lànguida", "fortament dialogada", puntejada per nombrosos discursos de protesta "donant la impressió una mica molesta que només els professionals del setè art, prenent com a testimoni el públic, havien patit la pandèmia".El diari va reviure la cerimònia uns dies després en aquests termes: “molts parlaven de naufragi, fins i tot de suïcidi col·lectiu, després de la cerimònia dels Cèsars que va tenir lloc fa una setmana a l'Olympia: vulgaritat, mirades del melic, arrogància.“. Per L'Obs, si la primera mitja hora de la cerimònia és encertada, la resta és decebedora: “vàlvules descuidades o mal jugades, prima a la vulgaritat (...), descomposició lenta d'una cerimònia d’una mestressa de cerimònies navegant sobre visió entre dos cops escatològics i col·lapsant-se sota el pes de quatre hores de retransmissió en directe“.
Per le Figaro, "no és impossible que vam presenciar la vetllada més calamitosa des de la creació dels Cèsars". Entre fòrums polítics i acudits dubtosos, la 46a edició de la prestigiosa cerimònia hauria oblidat l'essencial: parlar de cinema. El Huffington Post assenyala que, com a plataforma política, la cerimònia no va agradar a tothom, i La Voix du Nord parla de « demonstracions més o menys alegres, protestants, vulgars, commovedores. ».
La cerimònia també és criticada per moltes personalitats del cinema i la cultura. Sidonie Dumas, directora general de Gaumont, diu que “lamenta la imatge del cinema que va donar, tot i que la indústria, sens dubte, ha patit. Va ser un processament, no tenia l'element de somnis que la gent espera del cinema, sobretot en un període tan difícil per a tothom“. Per Gérard Jugnot, co-guanyador d'un César honorífic: “No és això el que farà que la gent vulgui tornar al cinema. La vetllada podria haver estat militant i política amb una mica de lleugeresa i humor. És cert que patim però no som els únics. No hem de fer creure que només els artistes pateixen durant aquest període”. L'agent Dominique Besnehard suggereix que “la cerimònia ja no interessa a ningú perquè ja no s'assembla al cinema. És una cosa social per als bobos parisencs”. Émilie Dequenne, guardonada durant la vetllada, lamenta la manca de glamur de la cerimònia i la seva contraproduent dimensió política. La cerimònia també és qualificada d’"esguerradora" per la ministra de Cultura, Roselyne Bachelot, en considerar que la vetllada "no va ser útil per al cinema francès". Jean Castex, primer ministre, assenyalat per Corinne Masiero en les seves reivindicacions, considera que ha viscut "cerimònies de millor comportament".
Aquesta edició només va ser seguida per 1.643.000 persones, o el 9,1% dels telespectadors. Sabent que el rècord històric d'audiència va ser de |3,9 milions d'espectadors el 2012, amb un pic de 4,6 milions, aquesta és un dels pitjors resultats d’audiència mai enregistrats per a una cerimònia dels César.